# Wes Morgan
Wesley Nathan „Wes“ Morgan (* 21. Januar 1984 in Nottingham) ist ein ehemaliger englisch-jamaikanischer Fußballspieler, der von 2012 bis 2021 bei Leicester City unter Vertrag war.

## Vereinslaufbahn

### Nottingham Forest (2002–2012)
Nachdem Wes Morgan im Alter von 15 Jahren in der Jugendakademie von Notts County aussortiert wurde, wechselte er zum Stadtrivalen Nottingham Forest. Dort konnte er die Vereinsführung von seinen Fähigkeiten überzeugen und unterschrieb 2002 einen Profivertrag bei Forest. Von Februar bis Mai 2003 war auf Leihbasis an Kidderminster Harriers ausgeliehen. In der vierthöchsten englischen Spielklasse kam er auf 5 Einsätze, in denen er ein Tor gegen Cambridge United erzielte.
Im August 2003 debütierte Morgan im Alter von 19 Jahren gegen Port Vale für Nottingham. Während der Saison kam er regelmäßig zum Einsatz und hatte das Privileg neben Verteidigerlegende Des Walker zu spielen. In der Football League Championship 2004/05 musste Morgan den bittersten Moment für Forest seit langer Zeit miterleben – den Abstieg in die drittklassige Football League One.
Das dritte Jahr in der neuen Liga brachte Wes Morgan und seiner Mannschaft endlich den Wiederaufstieg in die Football League Championship. Dabei gelang es Nottingham Forest in 24 Spielen ohne Gegentreffer zu bleiben, was einen neuen Ligarekord darstellte. Nach einem hart erkämpften Klassenerhalt 2008/09, avancierte Morgan auch in der Saison 2009/10 zum Stammspieler und absolvierte 44 Ligaspiele. Am 16. Spieltag gelang ihm beim Heimspiel im City Ground vor 21.467 Zuschauern gegen Bristol City sein erster Saisontreffer. Insgesamt gelangen ihm drei Ligatore. Nottingham Forest erreichte am Saisonende einen sehr guten dritten Tabellenplatz hinter Newcastle United und West Bromwich Albion und verpasste damit den direkten Aufstieg in die Premier League nur knapp. In der ersten Play-off-Runde scheiterte Morgan mit seiner Mannschaft in zwei Spielen am späteren Aufsteiger FC Blackpool.
Auch in der Football League Championship 2010/11 erreichte Forest den Einzug ins Play-off-Halbfinale. Als Tabellensechster traf die Mannschaft um Wes Morgan (46 Spiele/1 Tor) auf den Dritten Swansea City und verpasste nach zwei Spielen (0:0/1:3) erneut den Einzug ins Play-off-Finale. Morgan wurde aufgrund seiner starken Defensivleistungen am Saisonende ins PFA Team of the Year der zweiten Liga gewählt.

### Leicester City (2012–2021)
Am 30. Januar 2012 wechselte Wes Morgan zum Ligarivalen Leicester City und unterschrieb einen Vertrag mit einer Laufzeit von zweieinhalb Jahren. Zur Saison 2015/16 wurde Morgan zum Mannschaftskapitän ernannt und wurde mit dem Verein Englischer Meister. Im Juli 2016 verlängerte Morgan seinen Vertrag bis 2019. Nach Ende der Saison 2020/21 beendete er seine aktive Karriere.

## Nationalmannschaft
Morgan wurde zum ersten Mal am 1. September 2013 für die Jamaikanische Fußballnationalmannschaft nominiert. Er gab sein Debüt am 7. September 2013 in einem Spiel gegen Panama.

## Erfolge
- Englischer Meister: 2015/16
- FA Cup: 2020/21